# Marcelle Werbrouck
Marcelle Werbrouck (23 de maig de 1889 – 1 d'agost de 1959) fou la primera egiptòloga belga.

## Carrera
Filla del general belga Werbrouck, Marcelle nasqué a Anvers el 23 de maig de 1889. Feu cursos en la Sorbona, a la Universitat de França, en l'École du Louvre, amb professors com Georges Aaron Bénédite i Gaston Maspero, i en l'École des Hautes Études. S'especialitzà en l'antic Egipte després de conéixer l'egiptòleg belga Jean Capart. Després de graduar-se en l'École du Louvre, obté el doctorat en l'Institut Real d'Histoire de l'Art et d'Archéologie de Brussel·les, on ensenyà uns anys. Marcelle Werbrouck fou condecorada amb la Médaille de Reconnaissance de la Creu Vermella francesa després de la Primera Guerra Mundial.
Werbrouck treballà estretament amb Capart i contribuí al desenvolupament de l'egiptologia a Bèlgica. Va participar en les obres de Capart de Tebes, Memfis i la tomba de Tutankamon.
Els seus objectes de recerca estaven relacionats amb l'estudi de les dees i dones prominents de l'antic Egipte. Fou la primera presidenta del segon club belga de Soroptimist International, un servei de voluntariat mundial per a empreses i dones professionals, al desembre de 1938.

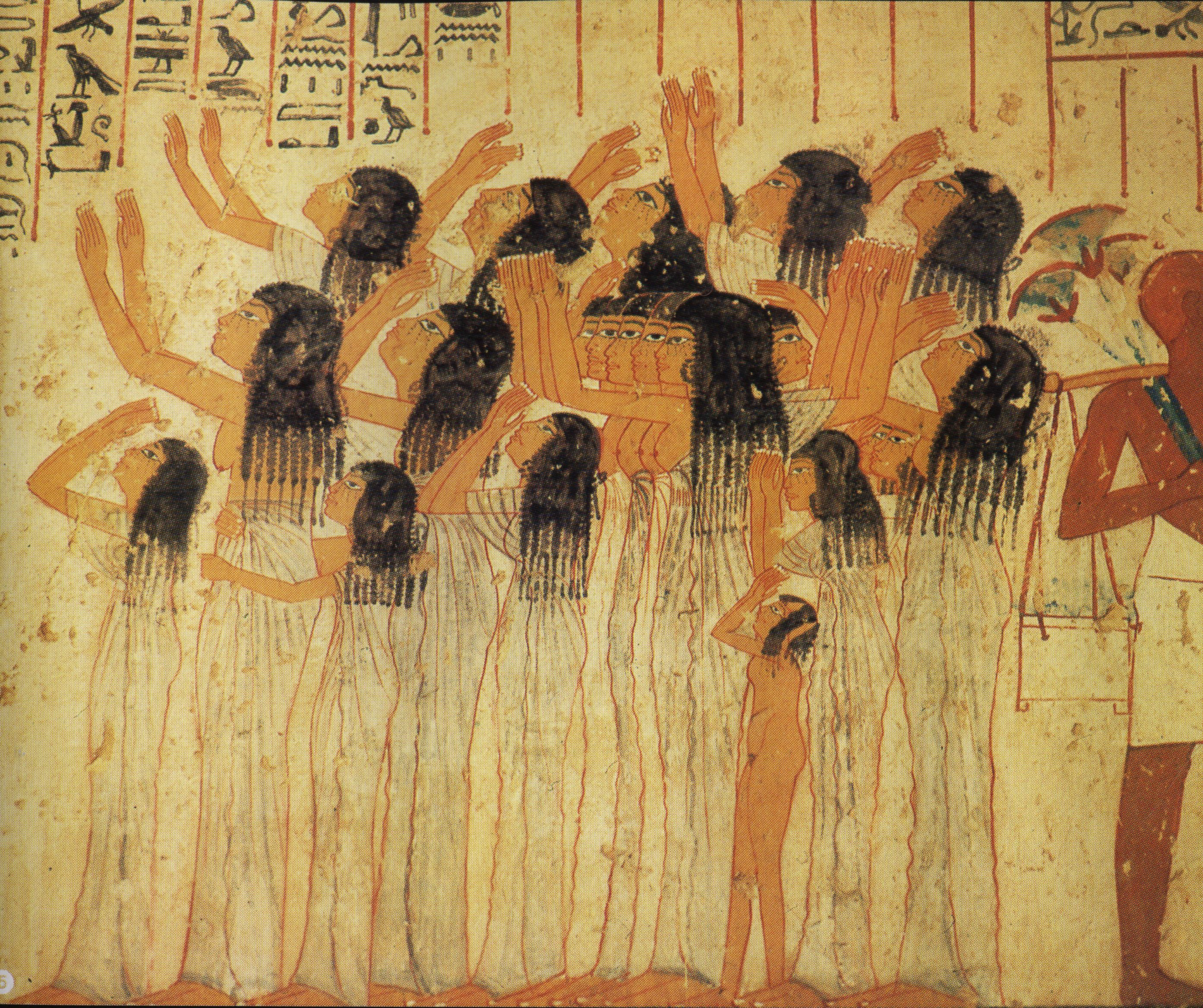
Ploraneres professionals en un eloqüent gest de dol

El seu primer treball important el dedicà a les ploramorts professionals (sempre dones) que es planyien volublement en la cerimònia funerària. S'interessà després per l'arquitectura faraònica durant l'estudi del temple de la reina Hatshepsut a Deir el-Bahari.
Werbouck participà en moltes missions al jaciment arqueològic d'El-Kab al 1936-1937 i 1937-1938, durant les quals contribuí a l'estudi de les divinitats egípcies i més particularment de la dea Nejbet.
A la mort de Capart al 1947, li succeí com a cap de la secció d'Antiguitats Egípcies dels Museus Reials d'Art i Història de 1925 a 1954, i fou cap de la Fundació Egiptològica Reina Elisabet, la qual ajudà a crear. Fou nomenada secretària en la seua creació i n'esdevingué sotsdirectora el 1933 abans de reemplaçar Capart el 1947.
Després de la Segona Guerra Mundial, reduí a poc a poc les classes a causa d'una creixent fatiga. Va morir inesperadament a Soire, Alvèrnia, França, l'1 d'agost de 1959.

## Publicacions
- "À la tombe de Tout-Ankh-Amon", in Vaillante Jeunesse, 1924, 336, p. 112-114.
- "Promenade à Thèbes et visite à Toutankhamon", in Bulletins des Facultés Catholiques de l'Ouest, 1924, 32 (1), p. 55-57.
- "Rapports de Marcelle Werbrouck, chargée de Mission de la Fondation Rein Élisabeth en Égypte 1923-1924", in Chronique d'Égypte, 1925, 1, p. 26-47.
- CAPART, Jean, Thèbes, la gloire d'un grand passé, Bruxelles : Vromant & Co, 1925.
- "La Maison égyptienne", in La Femme belge, 1926, 10, p. 739-745.
- "L'Égypte moderne", in Vaillant Jeunesse, 1926, 361, p. 172-176.
- "Le Mobilier", in La Femme belge, 1926, 2-3, p. 75-84.
- en collaboration avec CAPART, Jean, Thebes, the Glory of a Great Past, New York : Lincoln Mac Veagh, The Dial Press, 1926.
- Thèbes, la gloire d'un grand passé expliquée aux enfants, Bruxelles : Vromant & Co, 1926.
- Thebes, the Glory of a Great Past. Little Book for Everybody, Londres : G. Allen & Unwin Ltd, 1926.
- Impression de voyage. Les élèves", in Chronique d'Égypte, 1927, 4, p. 132-136.
- "Les pleureuses du tombeau de Mera", in Chronique d'Égypte, 1927, 5, p. 48-51.
- Thebe, De Roem van een groot Verleden aan de kinderen uitgelegd, Bruxelles : Vromant & Co, 1927.
- "Trésors antiques", in Vaillante Jeunesse, 1928, 380, p. 73-76.
- "Clair de lune, ciel étoilé", in Chronique d'Égypte, 1929, 8, p. 206-208.
- "La tombe de Nakht", in Bulletin des Musées royaux d'art et d'histoire", 1929, 3, p. 58-61.
- "Trois types de l'Égypte d'autrefois", in Bulletin des Musées royaux d'art et d'histoire, 1929, 5, p. 90-94.
- "Un buste royal égyptien aux Musées du Cinquantenaire", in La Revue d'Art, 1929, 2, p. 73-75.
- "La tombe de Nakht", in collaboration with van de WALLE, Baudouin, Bruxelles : Édition de la Fondation égyptologique Reine Élisabeth, 1929.
- Léopold II et l'Égyptologie", in La Gaule, 1930, 3, p. 76-79.
- "Un peu d'égyptologie", in L'Indépendance, 1930, p. 30-33.
- "Un vase en verre d'El Amarna", in Bulletin des Musées Royaux d'Art et d'Histoire, 1930, 2, p. 38-40.
- Memphis à l'ombre des pyramides, in collaboration with Jean Capart, Bruxelles : Vromant & Co, 1930.
- "Horus "à la huppe", in Bulletin des Musées Royaux d'Art et d'Histoire, 1931, 5, p. 150-151.
- "Le Syrien vaincu", in Bulletin des Musées Royaux d'Art et d'Histoire, 1931, 6, p. 154-156.
- "Un fragment de sculpture d'un type rare", in Actes du XVIIIe Congrès international des orientalistes, Leyde, 1931, p. 80.
- "La tombe de Nakht", in La Sève, 1932, 1, p. 25-28.
- "Ostraca à figures", in Bulletin des Musées Royaux d'Art et d'Histoire, 1932, 5, p. 106-109.
- "Rapport de Mlle Marcelle Werbrouck, chargée de mission de la Fondation Reine Elisabeth", in Chronique d'Égypte, 13-14, 1932, p. 14-20.
- "À propos du dieu Bes", in Egyptian Religion, 1933, I (1), p. 28-32.
- "Remaniements et dépôts récents dans la 1re section (Antiquité)", in Bulletin des Musées Royaux d'Art et d'Histoire, 1933, 6, p. 140-141.
- "Un vase en forme de dieu Bès", in Bulletin des Musées Royaux d'Art et d'Histoire, 1933, 2, p. 38-39.
- "Aux fouilles de l'Egypt Exploration Society" à Tell el Armanah", in Chronique d'Égypte, 1934, 18, p. 228-230.
- "Deux fragments de la tombe de Ramose", in Bulletin des Musées Royaux d'Art et d'Histoire, 1934, 2, p. 44-46.
- "L'oiseau dans les tombes thébaines", in Mémoires publiés par les membres de l'Institut français d'archéologie orientale du Caire, 1934, LXVI, p. 21-25.
- "Ostraca à figures", in Bulletin des Musées Royaux d'Art et d'Histoire, 1934, 6, p. 138-140.
- "Une merveille", in L'Art et la Vie, 1934, 6, p. 330-341.
- "La collection Léopold II", in Bulletin des Musées Royaux d'Art et d'Histoire, 1935, 3, p. 63-67.
- "Sprzety staro zytnego Egiptu", in Arkady, 1936, II (11), p. 618-623.
- "La décoration murale du temple des Mentouhotep", in Bulletin des Musées Royaux d'Art et d'Histoire, 1937, 2, p. 36-44.
- "Les récentes découvertes de l'Égyptologie", in Chronique d'Égypte, 1937, 24, p. 128.
- "Des signes "ankh", "dad", et "ouas" réunis, superposés ou combinés", in Actes du XXe Congrès des Orientalistes, Bruxelles, 1938, p. 79-82.
- "Deux bas-reliefs d'Ancien Empire", in Bulletin des Musées Royaux d'Art et d'Histoire, 1938, 6, p. 137-141.
- Les pleureuses de l'Égypte ancienne, Bruxelles : Fondation Égyptologique Reine Élisabeth, 1938.
- "Nécrologie. Mrs Griffith", in Chronique d'Égypte, 1938, 25, p. 133.
- "Ostraca à figures", in Bulletin des Musées Royaux d'Art et d'Histoire, 1939, 2, p. 41-45.
- "Les multiples formes du dieu Bès", in Bulletin des Musées Royaux d'Art et d'Histoire, 1939, 4, p. 77-82.
- "Iconographie de Nekhabit", in Fouilles de El-Kab. Documents, Bruxelles : Fondation Égyptologique Reine Élisabeth, 1940, p. 46-60.
- "Princesse égyptienne", in Chronique d'Égypte, 1940, 30, p. 197-204.
- "À propos du disque ailé", in Chronique d'Égypte, 1941, 32, p. 165-171.
- "Archéologie de Nubie", in Bulletin des Musées Royaux d'Art et d'Histoire, 1941, 1, p. 15-21.
- "Un collier royal de la XVIIIe dynastie pharaonique", in Bulletin des Musées Royaux d'Art et d'Histoire, 1941, 6, p. 133-136.
- "Archéologie de Nubie. Napata", in Bulletin des Musées Royaux d'Art et d'Histoire, 1942, 2, p. 26-36.
- "Essai de reconstitution de la stèle Oup", in Bulletin des Musées Royaux d'Art et d'Histoire, 1943, 1-2, p. 27-34.
- "Archéologie de Nubie", in Bulletin des Musées Royaux d'Art et d'Histoire, 1945, 1-6, p. 2-9.
- "La Ménagère des Pharaons", in La Femme, la Vie, le Monde, 1946, I (5), p. 8-10.
- "Jean Capart (1877-1947)", in Archives, Bibliothèques et Musées de Belgique, 1947, XVIII (2), p. 147-150.
- "Jean Capart et la Fondation Égyptologique Reine Élisabeth", in Chronique d'Égypte, 1947, 44, p. 192-196.
- "Une stèle égyptienne du temps d'Akhenaton", in Bulletin des Musées Royaux d'Art et d'Histoire, 1947, 4-6, p. 80-82.
- Catalogue de la collection égyptologique Walters", Revue belge de Philologie et d'Histoire, 1948, XXVI, 4, p. 1291-1295.
- "Le souvenir et la relève des Maîtres : Jean Capart", in Sept Arts, 1948, 2.
- "Fondation Égyptologique Reine Élisabeth. Rapport de la directrice", in Chronique d'Égypte, 1948, 45-46, p. 7-12.
- "Une tête royale égyptienne : Hatshepsout", in Actes du XXIe Congrès international des orientalistes, Paris, 1948, p. 81.
- "Animaux sacrifiés", in Bulletin des Musées Royaux d'Art et d'Histoire, 1949, 1-6, p. 58-59.
- "À propos de "Lusus naturae", in Chronique d'Égypte, 1949, 47, p. 95.
- Le temple d'Hatshepsout à Deir el Bahari, Bruxelles : Fondation Égyptologique Reine Élisabeth, 1949.
- "Fondation Égyptologique Reine Élisabeth. Rapport de la directrice", in Chronique d'Égypte, 1949, 47, p. 5-9.
- "Stèle au quatre Montou", in Chronique d'Égypte, 1949, 48, p. 285-287.
- "Une statuette d'Égyptien", in Bulletin des Musées Royaux d'Art et d'Histoire, 1949, 1-6, p. 55-57.
- "Le temple de Qasr es-Sagha", in Chronique d'Égypte, 1950, 50, p. 199-208.
- "Fondation Égyptologique Reine Élisabeth. Rapport de la directrice", in Chronique d'Égypte, 1950, 49, p. 6-14.
- "Fondation Égyptologique Reine Élisabeth. Rapport de la directrice", in Chronique d'Égypte, 1951, 51, p. 7-14.
- "Statuette d'un génie de Pé", in Bulletin des Musées Royaux d'Art et d'Histoire, 1951, 1-6, p. 23-24.
- "La déesse Nekhbet et la reine d'Égypte", Archiv Orientální, 1952, XX, p. 197-203.
- "Le Cirque de Deir el Bahari", in Reflets du Monde, 1952, 1, p. 1-16.
- "L'esprit de Pé", in Chronique d'Égypte, 1952, p. 43-50.
- "Nécrologie. Marie Weynants-Ronday", in Chronique d'Égypte, 1952, 53, p. 145-147.
- "Fondation Égyptologique Reine Élisabeth. Rapport de la directrice", in Chronique d'Égypte, 1950, 49, p. 6-14.
- "Salle de Nubie", in Bulletin des Musées Royaux d'Art et d'Histoire, 1952, p. 5-11.
- "Ostraca à figures", in Bulletin des Musées Royaux d'Art et d'Histoire, 1953, 25e année, p. 93-111.
- "Fondation Égyptologique Reine Élisabeth. Rapport de la directrice", in Chronique d'Égypte, 1953, XXVIII 55, p. 5-9.
- "Quelques monuments d'Aménophis Ier à El-Kab", in Fouilles de El-Kab. Documents, Bruxelles : Fondation égyptologique Reine Élisabeth, 1954, p. 99-102.
- "Quelques ostraca inédits du Musée de Bruxelles", in Proceedings of the twenty-third International Congress of Orientalists, Cambridge, 1954, p. 67.
- "Fondation Égyptologique Reine Élisabeth. Rapport de la directrice", in Chronique d'Égypte, 1954, XXIX, 57, p. 5-9.
- "Fondation Égyptologique Reine Élisabeth. Rapport de la directrice", in Chronique d'Égypte, 1955, 59, p. 6-10.
- "Témoignage de l'intérêt que la Reine Élisabeth porte aux sciences : la Fondation Égyptologique Reine Élisabeth", in Une Grande Dame de notre temps : la reine Élisabeth, 1955, p. 13.
- "The symbolism of egyptian Ceiling Paintings, in Egypt Travel Magazine, 1955, 10, p. 44-45.
- "Fondation Égyptologique Reine Élisabeth. Rapport de la directrice", in Chronique d'Égypte, 1956, XXXI, 61, p. 8-11.
- "Fondation Égyptologique Reine Élisabeth. Rapport de la directrice", in Chronique d'Égypte, 1957, XXXII, 63, p. 9-12.
- "Cônes funéraires de Kaemimen", in Chronique d'Égypte, 1958, XXXIII, 66, p. 223-226.
- "Fondation Égyptologique Reine Élisabeth. Rapport de la directrice", in Chronique d'Égypte, 1958, XXXIII, 65, p. 8-14.
- "Un Syrien contemporain de Toutkhamon", in Bulletin des Musées Royaux d'Art et d'Histoire, 1958, 30ème année, p. 102-104.
- "Fondation Égyptologique Reine Élisabeth. Rapport de la directrice", in Chronique d'Égypte, 1959, XXXIV, 67, p. 7-13.
- "Un groupe de deuillants à la XVIIIe dynastie", in Chronique d'Égypte, 1959, 68, p. 203-207.